# سرشماری ۱۹۷۰ ایالات متحده آمریکا
سرشماری ۱۹۷۰ ایالات متحده آمریکا نوزدهمین دوره، از دوره‌های ۱۰ ساله سرشماری در ایالات متحده آمریکا بود. این سرشماری در ۱ آوریل ۱۹۷۰ برگزار شد.

## رتبه‌بندی بر پایه ایالت
| رتبه | ایالت           | جمعیت      |
| ---- | --------------- | ---------- |
| ۱    | کالیفرنیا       | ۱۹٬۹۷۱٬۰۶۹ |
| ۲    | نیویورک         | ۱۸٬۲۴۱٬۲۶۶ |
| ۳    | پنسیلوانیا      | ۱۱٬۷۹۳٬۹۰۹ |
| ۴    | تگزاس           | ۱۱٬۱۹۶٬۷۳۰ |
| ۵    | ایلینوی         | ۱۱٬۱۱۳٬۹۷۶ |
| ۶    | اوهایو          | ۱۰٬۶۵۲٬۰۱۷ |
| ۷    | میشیگان         | ۸٬۸۷۵٬۰۸۳  |
| ۸    | نیوجرسی         | ۷٬۱۶۸٬۱۶۴  |
| ۹    | فلوریدا         | ۶٬۷۸۹٬۴۴۳  |
| ۱۰   | ماساچوست        | ۵٬۶۸۹٬۱۷۰  |
| ۱۱   | ایندیانا        | ۵٬۱۹۳٬۶۶۹  |
| ۱۲   | کارولینای شمالی | ۵٬۰۸۲٬۰۵۹  |
| ۱۳   | میزوری          | ۴٬۶۷۷٬۳۹۹  |
| ۱۴   | ویرجینیا        | ۴٬۶۴۸٬۴۹۴  |
| ۱۵   | جورجیا          | ۴٬۵۸۹٬۵۷۵  |
| ۱۶   | ویسکانسین       | ۴٬۴۱۷٬۹۳۳  |
| ۱۷   | تنسی            | ۳٬۹۲۴٬۱۶۴  |
| ۱۸   | مریلند          | ۳٬۹۲۲٬۳۹۹  |
| ۱۹   | مینه‌سوتا        | ۳٬۸۰۵٬۰۶۹  |
| ۲۰   | لوئیزیانا       | ۳٬۶۴۳٬۱۸۰  |
| ۲۱   | آلاباما         | ۳٬۴۴۴٬۱۶۵  |
| ۲۲   | واشینگتن        | ۳٬۴۰۹٬۱۶۹  |
| ۲۳   | کنتاکی          | ۳٬۲۱۹٬۳۱۱  |
| ۲۴   | کنتیکت          | ۳٬۰۳۲٬۲۱۷  |
| ۲۵   | آیووا           | ۲٬۸۲۵٬۰۴۱  |
| ۲۶   | کارولینای جنوبی | ۲٬۵۹۰٬۵۱۶  |
| ۲۷   | اکلاهما         | ۲٬۵۵۹٬۲۵۳  |
| ۲۸   | کانزاس          | ۲٬۲۴۹٬۰۷۱  |
| ۲۹   | میسیسیپی        | ۲٬۲۱۶٬۹۱۲  |
| ۳۰   | کلرادو          | ۲٬۲۰۷٬۲۵۹  |
| ۳۱   | اورگن           | ۲٬۰۹۱٬۳۸۵  |
| ۳۲   | آرکانزاس        | ۱٬۹۲۳٬۲۹۵  |
| ۳۳   | آریزونا         | ۱٬۷۷۲٬۴۸۲  |
| ۳۴   | ویرجینیای غربی  | ۱٬۷۴۴٬۲۳۷  |
| ۳۵   | نبراسکا         | ۱٬۴۸۳٬۷۹۱  |
| ۳۶   | یوتا            | ۱٬۰۵۹٬۲۷۳  |
| ۳۷   | نیومکزیکو       | ۱٬۰۱۶٬۰۰۰  |
| ۳۸   | مین             | ۹۹۳٬۶۶۳    |
| ۳۹   | رود آیلند       | ۹۴۹٬۷۲۳    |
| ۴۰   | هاوائی          | ۷۶۹٬۹۱۳    |
| x    | بخش کلمبیا      | ۷۵۶٬۵۱۰    |
| ۴۱   | نیوهمپشایر      | ۷۳۷٬۶۸۱    |
| ۴۲   | آیداهو          | ۷۱۳٬۰۰۸    |
| ۴۳   | مونتانا         | ۶۹۴٬۴۰۹    |
| ۴۴   | داکوتای جنوبی   | ۶۶۶٬۲۵۷    |
| ۴۵   | داکوتای شمالی   | ۶۱۷٬۷۶۱    |
| ۴۶   | دلاویر          | ۵۴۸٬۱۰۴    |
| ۴۷   | نوادا           | ۴۸۸٬۷۳۸    |
| ۴۸   | ورمانت          | ۴۴۴٬۷۳۲    |
| ۴۹   | وایومینگ        | ۳۳۲٬۴۱۶    |
| ۵۰   | آلاسکا          | ۳۰۲٬۱۷۳    |